# Zoprano
Andrés Arroyo, conocido en el ámbito musical como Zoprano, es un productor musical, ingeniero de sonido y compositor. Sus inicios en la música se relacionan con el rapero Bengie, cuando manejaba su anterior nombre artístico: Andrés "Alumbrando el género". Ha participado en diversos álbumes importantes de música urbana para artistas como J-King & El Maximan, Wiso G, Ivy Queen, Miguelito, Manny Montes, entre otros. 

## Carrera musical
Andrés Arroyo nació en Puerto Rico. A la edad de nueve años, aprendió a tocar el piano en la escuela. Inició en la producción musical a muy corta edad como un hobbie en el año 2000.
La primera vez que se escuchó un instrumental de Andrés Arroyo fue en el álbum de Bengie titulado Profetizando sobre huesos secos de 2006, dándose a conocer junto al apodo "Alumbrando el género" en producciones de varios artistas como Afueguember Live de Manny Montes, El equipo invencible de Redimi2, Holy Crew 2 de PBC & MC Charles, Los Invencibles de Louis Santiago, New Generation de JC's Crew y Los Embajadores del Rey de Santito, siendo en este último donde Andrés recibiría un nuevo apodo, "La Máquina de las Melodías".
En 2007, ya muchos artistas de reguetón habían conocido su estilo de producción y comenzarlo a invitarlo a crear instrumentales para sus álbumes, por tal motivo, Andrés eligió un nombre que fuese más comercial, siendo inicialmente "Andrés El Soprano", nombre con el que apareció en el recopilatorio Reggaeton Factory, tomando por definitivo el seudónimo Zoprano, con el que apareció en los créditos de los álbumes donde trabajó inicialmente en compañía de Escobar, entre ellos, Sentimiento de Ivy Queen y El heredero de Miguelito. Junto a este productor, también realizó una nueva versión del éxito de Tito el Bambino y Jadiel, «Sol, playa y arena». Como pianista, en 2008 participó en la gira de Ivy Queen en el Coliseo de Puerto Rico José Miguel Agrelot, apareciendo en los créditos del CD y DVD. Cuando volvió a trabajar para artistas cristianos, mantuvo su nuevo nombre. Trabajó para Bengie, Manny Montes, Alex & Yenza, J-King & El Maximan, Guelo Star, Jowell & Randy, Ñejo, J Álvarez, y produciendo en conjunto con productores más experimentados como Escobar, DJ Blass, Jetson El Súper y Naldo.
Desde el álbum Línea de fuego en 2015, donde Zoprano produjo varios temas, entre ellos, el sencillo «Conoce la historia» junto a Farruko, se ha mantenido trabajando con el rapero Manny Montes. En 2017, lanzaron su primer álbum colaborativo titulado Amor Real, siendo éste un álbum urbano de contenido romántico con dos versiones, Gold Edition y Platinum Edition. En éste participan Michael Pratts, Indiomar, el grupo Ekos, Mikey A, Jay Kalyl, Musiko, Baby Nory, entre otros. También trabajó Solo Rap, Solo Trap Edition y Solo Reggaeton, recibiendo una nominación a los Premios Tu Música Urbano 2020 por «Nunca te conocí» como "Mejor canción cristiana". Posteriormente, lanzó una producción de instrumentales, mientras sigue trabajando para artistas como Mikey A, Mic Kid, Goyo, Eliud L'Voices, Manny Montes, Gabriel Rodríguez EMC, Jadier, Irania, entre otros.
En 2023, anunció que trabajaría el regreso musical de Vico C, en el álbum titulado Pánico, donde produjo «Pregúntale a tu papá por mí», «Sabado 14», entre otros.

## El Rezinto Music
El estudio de grabación de Zoprano lleva por nombre El Rezinto Music, donde ha producido en gran parte los álbumes de los artistas que forman parte de su equipo, entre ellos, Mikey A, Dony El Enviado, Memo El Afueguember, Yenza, entre otros.

## Discografía
- 2017: Amor Real (Gold y Platinum Edition) (junto a Manny Montes)
- 2021: Instrumentales Vol. 1
- 2024: Kalokairi - EP (junto a CShalom y Barajas)
- 2024: Raciocinio - EP (junto a Practiko)

## Créditos de producción
| Año  | Título                                            | Artista                  | Álbum                           | Nota                          |
| ---- | ------------------------------------------------- | ------------------------ | ------------------------------- | ----------------------------- |
| 2006 | Álbum completo                                    | Bengie                   | Profetizando sobre huesos secos |                               |
| 2006 | «Qué chusto» (Bengie)                             | Redimi2                  | El equipo invencible            |                               |
| 2007 | «Contesta» (Bengie con Abdi & Micky Medina)       | PBC & MC Charles         | Holy Crew 2                     |                               |
| 2007 | «He pasao la prueba» (con Bengie)                 | Louis Santiago           | Los Invencibles                 |                               |
| 2007 | «Hijo pródigo» (con Bengie)                       | Willow                   | Rompiendo acuerdos              |                               |
| 2007 | «Llegaron los violentos» (Bengie)                 | Manny Montes & Sandy NLB | Los Violentos                   |                               |
| 2007 | Álbum completo                                    | Emma & Manuel            | Holy Ghetto                     |                               |
| 2007 | Algunas canciones                                 | Santito                  | Los Embajadores del Rey         |                               |
| 2007 | «Suena» (con Santito y AG) «Nadie como tú» (Yoly) | Manny Montes             | Afueguember Live                |                               |
| 2007 | «Menor que yo» «Amor de gánster»                  | Ivy Queen                | Sentimiento                     | Coproducido con Escobar       |
| 2007 | «Lil' boss»                                       | Miguelito                | El heredero                     | Álbum Ganador Grammy Latino   |
| 2008 | Álbum completo                                    | Bengie                   | Encontré el amor                |                               |
| 2008 | Álbum completo                                    | Bengie & Micky Medina    | Cueste lo que cueste            |                               |
| 2008 | «Tumba este templo» (con Bengie)                  | Ivan 2Filoz              | Hebreos 4:12                    |                               |
| 2009 | «Mil razones» (con Alex & Yenza)                  | Manny Montes & Sandy NLB | Los Violentos 2                 |                               |
| 2010 | Álbum completo                                    | Manny Montes             | El escenario                    | Álbum Ganador en Premios Arpa |
| 2013 | «Que la nota le suba»                             | J-King & Maximan         | Los sucesores                   |                               |
| 2015 | Álbum completo                                    | Manny Montes             | Línea de fuego                  |                               |
| 2015 | Álbum completo                                    | Mikey A                  | Dios Cuida de Mí                |                               |
| 2018 | Álbum completo                                    | Manny Montes             | Solo Rap                        |                               |
| 2018 | Álbum completo                                    | Mikey A                  | Por Amor                        |                               |
| 2020 | Álbum completo                                    | Manny Montes             | Solo Trap Edition               |                               |
| 2020 | Algunas canciones                                 | Gabriel Rodríguez EMC    | Denme Break EP                  |                               |
| 2021 | Algunas canciones                                 | Manny Montes             | Solo Reggaeton                  |                               |
| 2023 | «Vine Por Ti» (Harold Velázquez)                  | Boy Wonder               | Chosen Few Fe                   |                               |
| 2023 | EP completo                                       | Manny Montes             | Intervalo 2                     |                               |
| 2023 | Algunas canciones                                 | Vico C                   | Pánico                          |                               |